# Paradiso : Sept Jours avec sept femmes
Pour plus de détails, voir Fiche technique et Distribution.
Paradiso : Sept Jours avec sept femmes (Paradiso: Sieben Tage mit sieben Frauen) est un film allemand réalisé par Rudolf Thome, sorti en 2000.

## Synopsis
Adam organise une célébration pour son soixantième anniversaire. Il y invite ses ex-femmes, les amantes qui ont compté dans sa vie et un fils qu'il n'a pas vu depuis des années.

## Fiche technique
- Titre : Paradiso : Sept Jours avec sept femmes
- Titre original : Paradiso: Sieben Tage mit sieben Frauen
- Réalisation : Rudolf Thome
- Scénario : Rudolf Thome
- Musique : Wolfgang Böhmer
- Photographie : Reinhold Vorschneider
- Montage : Karin Nowarra
- Production : Rudolf Thome
- Société de production : ARD Degeto Film et Moana-Film
- Pays :  Allemagne
- Genre : Comédie dramatique
- Durée : 103 minutes
- Dates de sortie : 
  -  Allemagne : 14 février 2000 (Berlinale), 19 juillet 2001
  -  France : 22 novembre 2000

## Distribution
- Hanns Zischler : Adam
- Cora Frost : Eva
- Adriana Altaras : Lulu
- Irm Hermann : Berenice
- Sabine Bach : Lilith
- Marquard Bohm : Rolf Silber
- Guntram Brattia : Billy
- Khyana El Bitar : Marion
- Valeska Hanel : Katherina
- Isabel Hindersin : Lucia
- Lucas Hoppe : Paul
- Hartmut Kühn : Tenor
- Cosima Lustig : Cosima
- Joya Thome : Maria
- Nicolai Thome : Thomas
- Amelie zur Mühlen : Jacqueline

## Distinctions
Le film a été présenté en sélection officielle en compétition lors de Berlinale 2000.